# Land van Cuijk (streek)
Het Land van Cuijk is een streek die het noordoostelijk deel van de provincie Noord-Brabant omvat. 
In de streek bevond zich vroeger de heerlijkheid Land van Cuijk en vanaf 2022 ligt de fusiegemeente Land van Cuijk in de streek. Dit gedeelte is vooral op de stad Nijmegen georiënteerd. In het gehele gebied wordt een Kleverlands dialect gesproken ("Land-van-Cuijks").

## Landschap
Het land van Cuijk bevindt zich in de Slenk van Venlo ten oosten van de Peel, waar tegenwoordig ook de Maas door stroomt. Van west naar oost is er een laaggelegen broekgebied (een vroeger Maasdal waar nu de Lage Raam door stroomt), en een langgerekte dekzandrug die overgaat in het huidige Maasdal.
Langs de Maas liggen veel weilanden, al sinds eeuwen omgeven door de maasheggen: meidoornhagen die in mei in bloei staan. Deze zijn door hun unieke karakter een cultureel erfgoed. Naast de Maasheggen kent het land van Cuijk ook veel heide, waterplassen en bossen.

## Geschiedenis
Al uit de voor-Romeinse en Romeinse tijd zijn veel sporen van bewoning bekend. De Romeinse weg van Nijmegen (Noviomagus) naar Maastricht (Mosae Traiectum) kruiste bij Cuijk (Ceuclum) via een houten brug de Maas, om vandaar naar Blerick (Blariacum) te gaan.
Van de andere dorpen zijn de vroegste bekende vermeldingen uit de middeleeuwen, meestal na 900.
In de Middeleeuwen bestond er (vanaf de 11e eeuw) een heerlijkheid Land van Cuijk, bestaande uit 2 delen, gescheiden door een aparte heerlijkheid Boxmeer. Na de Vrede van Münster (1648) werd het bij Staats-Brabant gevoegd totdat in 1795 alle heerlijkheden werden opgeheven.
Het land van Cuijk was een arme streek. De boerderijen en dorpen waren gebouwd op zandruggen, die een soort eilanden vormden te midden van heide, waar het vee werd gehoed en hoogveen moerassen, waar turf werd gewonnen. Dit waren gemeenschappelijke gronden, die niet aan personen maar aan dorpen toebehoorden. De Maas overstroomde vrijwel iedere winter en bevroor bovendien vaak. Tussen Cuijk en Grave werd de dijk bij hoog water doorgebroken, zodat een extra Maastak ontstond, de Beerse Overlaat, die zich bij 's-Hertogenbosch weer bij de hoofdstroom voegde. Dit gebied behoorde echter voornamelijk tot het kwartier van Maasland van de meierij van 's-Hertogenbosch.
Vanaf 1850 werd de ontginning van de gemene gronden serieus ter hand genomen, waardoor ze in weiland en bos veranderden. Afwateringskanalen werden gegraven, verharde wegen werden aangelegd en nieuwe dorpen werden gesticht, met als laatste Landhorst. De infrastructuur werd in de loop van honderd jaar sterk verbeterd, zoals recentelijk nog met aanleg van A73 en A77. Optimalisering van de landbouw met behulp van kunstmest en de intensieve vormen van veehouderij brachten in de 20e eeuw welvaart in het gebied.